# HD27404
HD27404 — хімічно пекулярна зоря спектрального класу A0, що має видиму зоряну величину в смузі V приблизно  8,0.
Вона знаходиться у сузір'ї Тельця й  розташована на відстані близько 664,3 світлових років від Сонця.

## Фізичні характеристики
Телескоп Гіппаркос зареєстрував фотометричну змінність  даної зорі з періодом    2,78 доби в межах від  Hmin= 8,03 до  Hmax= 7,96.

## Пекулярний хімічний вміст
Зоряна атмосфера HD27404 має підвищений вміст Si.